# La Plata (Colombia)
La Plata è un comune della Colombia facente parte del dipartimento di Huila.
Il centro abitato venne fondato da Diego de Ospina y Maldonado nel 1651.